# Rárósmúlyad
Rárósmúlyad (szlovákul: Muľa) község Szlovákiában, a Besztercebányai kerületben, a Nagykürtösi járásban. Rárós és Múlyad települések egyesülésével jött létre.

## Fekvése
Nagykürtöstől 15 km-re délkeletre, az Ipoly jobb oldali partján, a magyar határ mellett fekszik. Területrészei: Múlyad, Rárós, Hámor, Prieloh és Karlov. A 2 km-re fekvő Nógrádszakál felé 2011. december 8-a óta lehet a Madách hídon is közlekedni.

## Élővilága

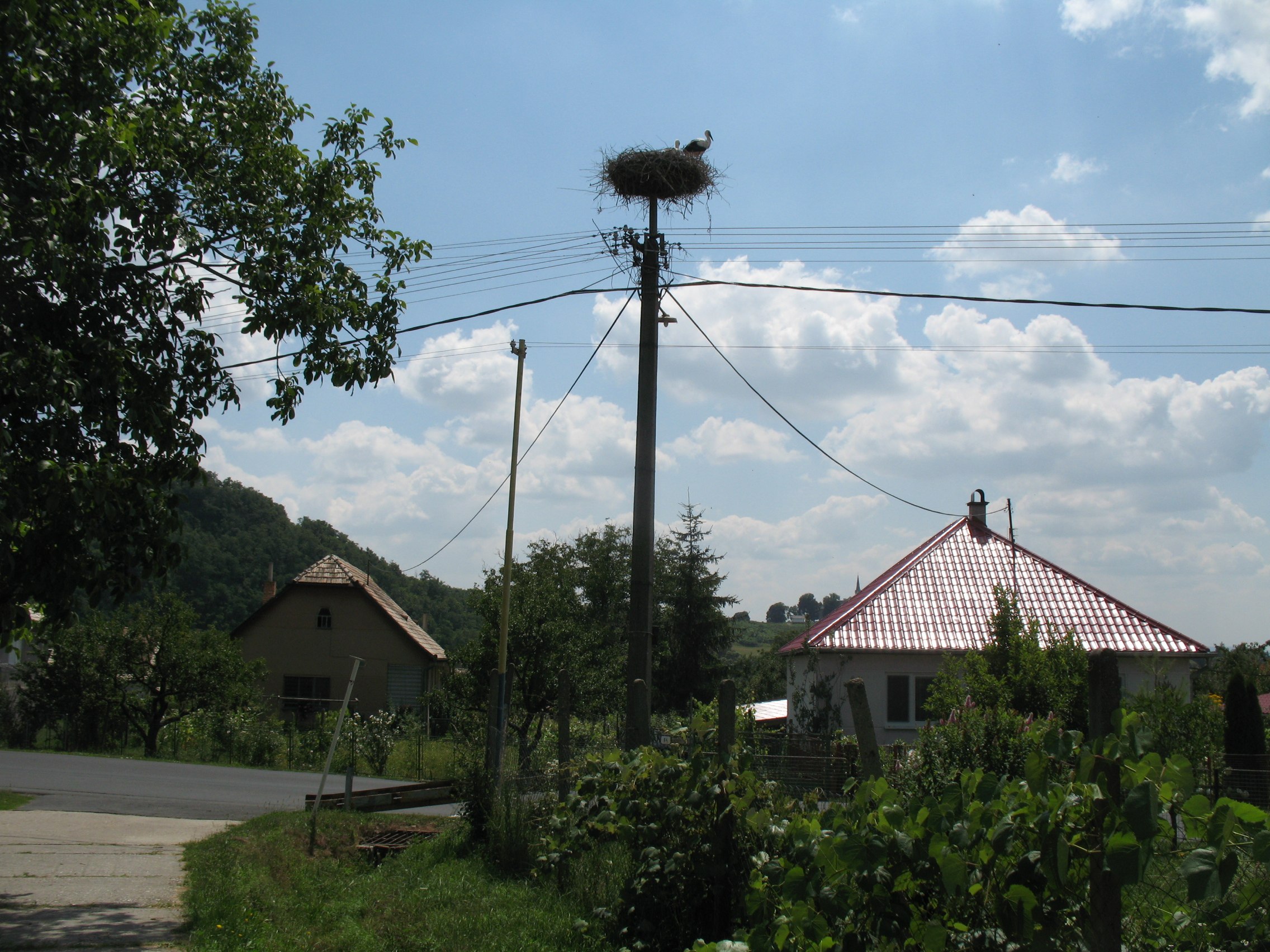
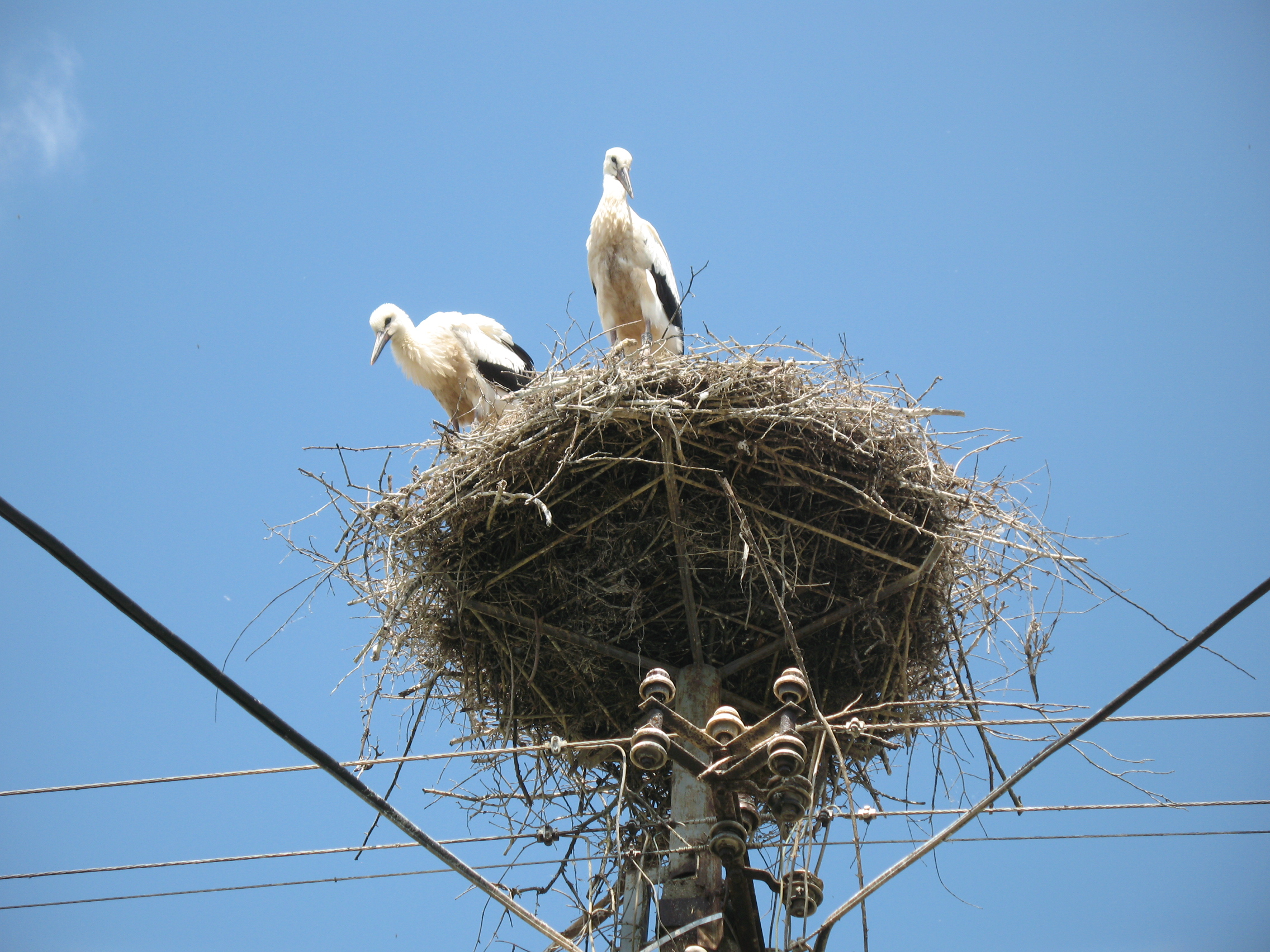

A faluban több gólyafészket is nyilvántartanak, ebből az egyikben 3 fiókát számoltak össze.

## Története

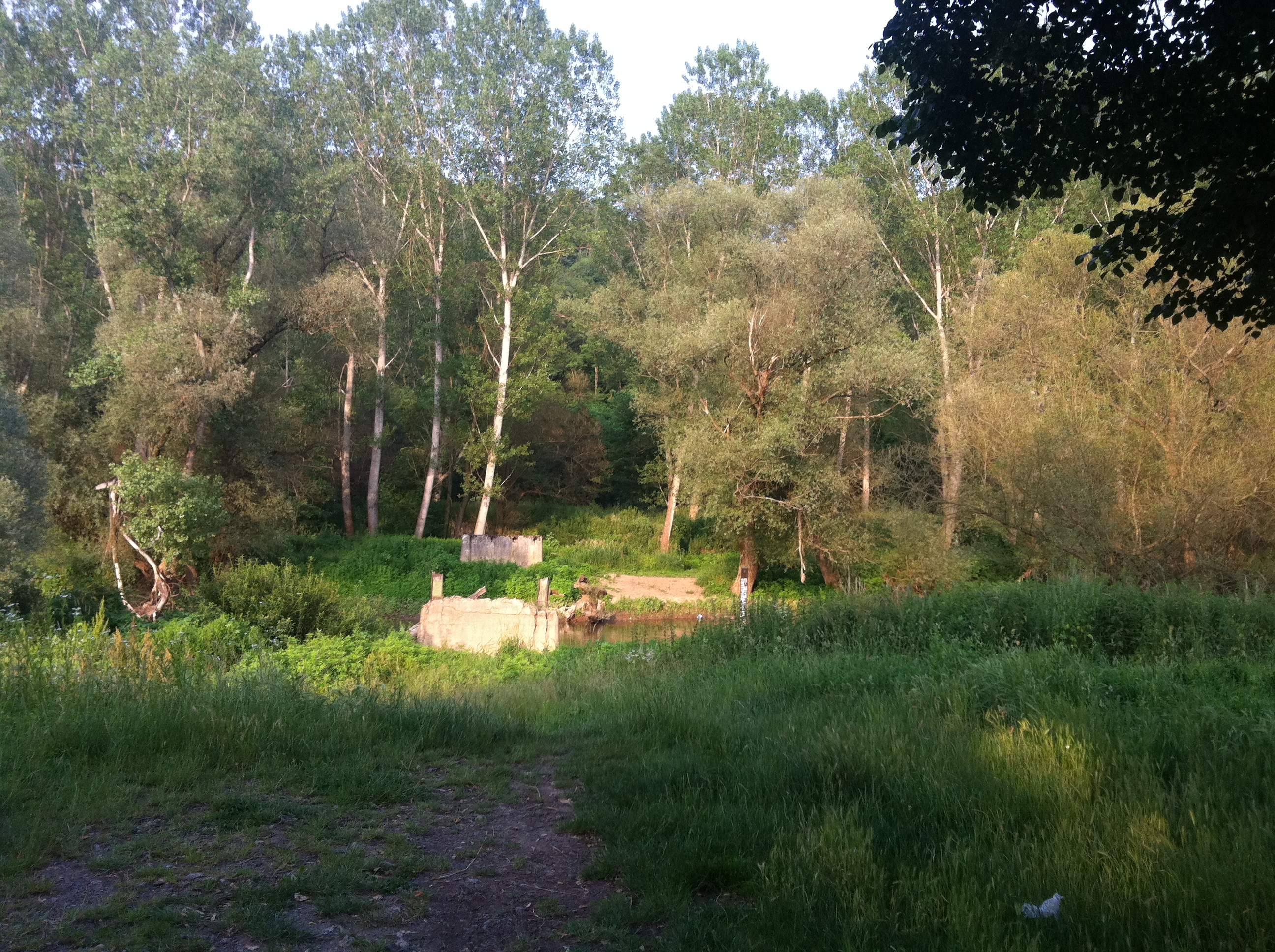
Az Ipoly-híd maradványai.

A település a 13. században keletkezett, először 1321-ben "Raros" alakban említik. Múlyad csak később, 1484-ben bukkan fel az írott forrásokban "Mwlyad" alakban. A két település a török hódításig különálló falu volt. 1544-ben a szécsényi szandzsák része lett és csak 1593-ban szabadult fel, amikor a divényi uradalom részévé vált. 1773-ban már "Ráros Mulyad" néven egy faluként említik. 1828-ban 57 házában 449 lakos élt, akik főként mezőgazdasággal foglalkoztak. Az Ipolyon egykor itt fahíd ívelt át, melyen keresztül a birtokosok megközelíthették a folyó túloldalán fekvő földjeiket. A fahidat először 1872-ben jelzik a térképek. Az első bécsi döntés után a fahíd mellé acél gyaloghidat is építettek. Mindkét híd elpusztult a második világháborút követően.
Vályi András szerint "MULYAD. Boros vagy Karos Mulyad. Két falu Nográd Várm. földes Urai Baros, és Gál Urak, lakosai többfélék, fekszik Szakálhoz közel, és annak filiája, határjok ollyan mint Karancskeszié."
A trianoni békeszerződésig Nógrád vármegye Szécsényi járásához tartozott. 1938 és 1945 között ismét Magyarország része.

## Népessége
| Év:            | 1994. | 2004.    | 2014.    | 2024.   |
| -------------- | ----- | -------- | -------- | ------- |
| Emberek száma: | 226   | 286      | 350      | 353     |
| Eltérés:       |       | +26,54 % | +22,37 % | +0,85 % |

| Év:            | 2023. | 2024.   |
| -------------- | ----- | ------- |
| Emberek száma: | 351   | 353     |
| Eltérés:       |       | +0,56 % |

1910-ben 436, túlnyomórészt magyar anyanyelvű lakosa volt.
2001-ben 273 lakosából 161 szlovák és 81 magyar volt.
2011-ben 318 lakosából 167 szlovák és 104 magyar volt.

## Nevezetességei

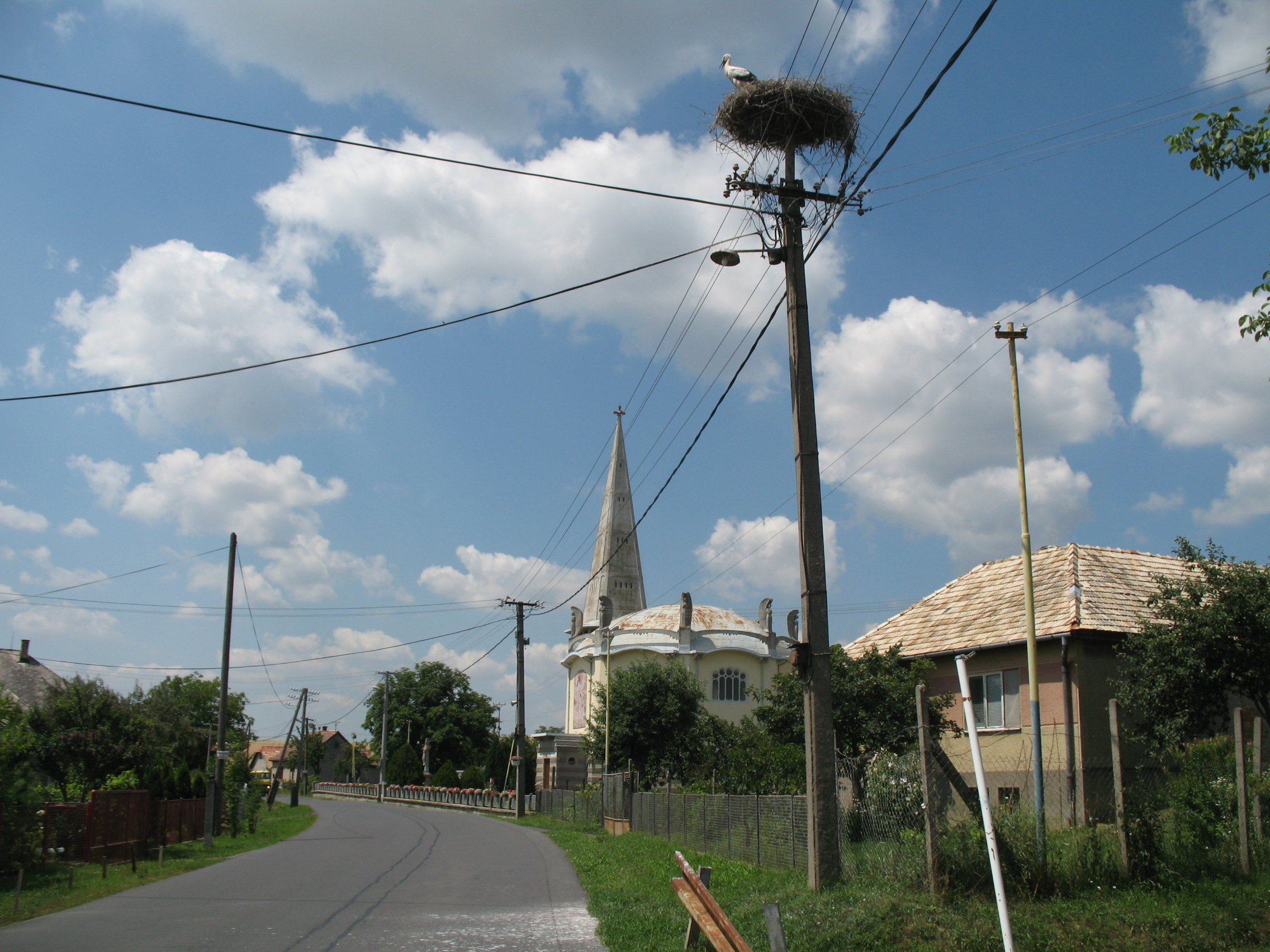
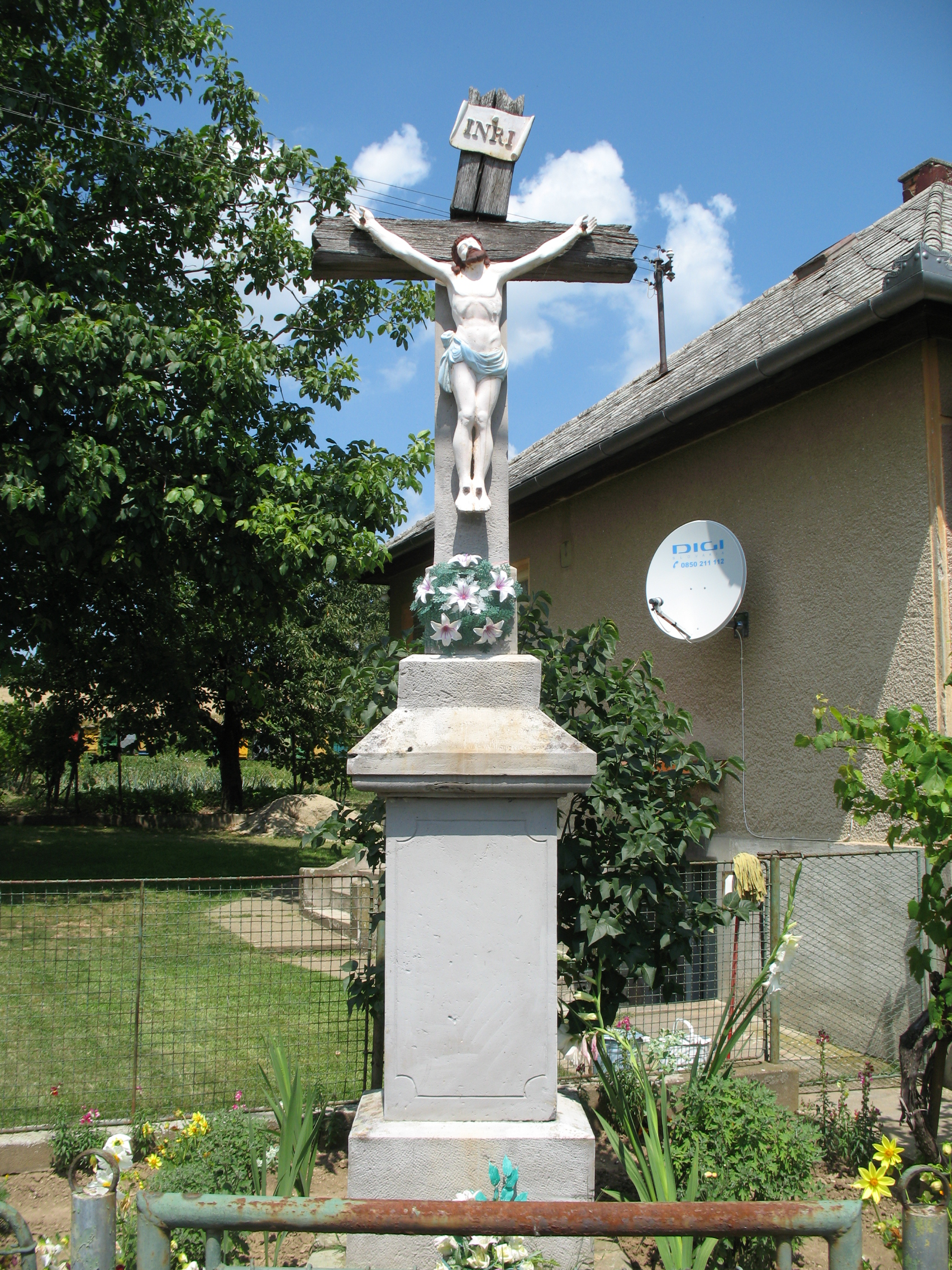

- Szent Erzsébet római katolikus templom, mely 1910-ben épült Medgyaszay István tervei alapján. Érdekessége, hogy alapjaitól a templom keresztjéig vasbetonból készült, az első magyar vasbeton templom volt.

## Híres személyek
- Itt született 1870. február 22-én Leopold Gyula újságíró, kabaréigazgató.

## Külső hivatkozások
- Községinfó
- Rárósmúlyad Szlovákia térképén
- E-obce.sk Archiválva 2009. szeptember 3-i dátummal a Wayback Machine-ben
- https://web.archive.org/web/20150402145035/http://www.panoramio.com/photo/85919416